# تشارلز برينلي
تشارلز برينلي (بالإنجليزية: Charles Brinley)‏ مواليد 15 نوفمبر 1880 في يوما - الوفاة 17 فبراير 1946 في لوس أنجلوس، هو ممثل أمريكي بدأ مسيرته الفنية سنة 1913. ظهر في قرابة 140 فلما. امتدت مسيرته الفنية لأكثر من 26 عاما. من أعماله فيلم فايتنغ شادوز.

## روابط خارجية
- تشارلز برينلي على موقع IMDb (الإنجليزية)
- تشارلز برينلي على موقع أول موفي (الإنجليزية)
- تشارلز برينلي على موقع قاعدة بيانات الفيلم (الإنجليزية)